# Carla Armengol Joaniquet
Carla Armengol Joaquinet (Sant Vicenç dels Horts, 2 d'abril de 1998) és una futbolista catalana que juga de davantera al Real Betis.

## Carrera de club
Armengol va començar la seva carrera a l'acadèmia del FC Barcelona quan tenia 12 anys. Passaven els anys i anava pujant per tots els equips del club fins a arribar al primer equip. El seu debut amb l'absoluta va ser en un partit de Champions a Minsk.
El juliol de 2020 va arribar a un acord amb el Sevilla FC, per anar cedida la temporada següent. Allà va jugar 23 partits i va marcar un gol.
Després de finalitzar la temporada cedida al Sevilla, el contracte que tenia amb el club blaugrana va acabar el 30 de juny de 2021. Va ser doncs quan va entrar a l'Alavés.

## Palmarès
- 1 Lliga espanyola: 2019-20
- 1 Copa Catalunya: 2018-19